# AlbinoLeffe Stadium
L'AlbinoLeffe Stadium è uno stadio calcistico di Zanica. È sede delle partite casalinghe dell'AlbinoLeffe dal 2021.
Di proprietà del club lombardo, l'AlbinoLeffe Stadium è il settimo stadio di calcio di proprietà di una società calcistica in Italia, dopo lo Juventus Stadium di Torino (2011), lo Stadio Friuli di Udine (2013), lo Stadio Benito Stirpe di Frosinone (2016), il Mapei Stadium di Reggio Emilia, lo Stadio Atleti Azzurri d'Italia di Bergamo (2017) e lo Stadio Giovanni Zini di Cremona (2019).

## Storia
Dopo che lo stadio di Bergamo è stato acquistato dalla società Stadio Atalanta S.r.l., controllata e creata appositamente dall'Atalanta, l'AlbinoLeffe ha deciso di costruire uno stadio di proprietà nei pressi di Zanica (BG), già sede del centro di allenamento. 
Iniziato nel 2017, è stato terminato ed inaugurato il 21 dicembre 2021, per la partita di campionato tra AlbinoLeffe e Pro Patria, in occasione della ventesima giornata del girone A della Serie C 2021-2022. Così è diventato il primo impianto di proprietà di un club militante in un campionato inferiore alla Serie B.
| Arbitro: | Mirabella (Napoli) |

|            |           |              |
| Manconi 7’ | Marcatori | 80’ Pierozzi |

## Struttura
L'impianto è dotato di una sola tribuna e ha una capienza di 1 791 posti, con possibilità di eventuale adeguamento ed omologazione per la Serie B.

## Altri eventi sportivi
Il 22 ottobre 2022 lo stadio ospitò la partita di Serie A Femminile Milan-Juventus (risultato finale 4-3).